# 酒井ラファエル良男
酒井ラファエル良男（さかいラファエルよしお, 1983年6月1日 - ）は、ブラジル・サンパウロ州出身のフットサル選手。名古屋オーシャンズ所属。ポジションはFP（ピヴォ / アラ / フィクソ）。日系ブラジル人であり、2015年に帰化して日本国籍を取得した。日本代表。2014-15シーズンまでの登録名はラファエル・サカイ。

## 経歴

### クラブ
サンパウロ郊外のサンパウロ州グアルーリョスに生まれる。ブラジル時代の名称はRafael Yoshio Sakai（ラファエル よしお さかい）。ブラジルでデビューした際には「最強の日系ブラジル人」と呼ばれ、ブラジル代表にも近い位置にいた。2008年から2009年にはSão José Futsal-SPでプレー。
2009年にFリーグの名古屋オーシャンズと1年契約を結んで来日した。日本での登録名はラファエル・サカイ。2015年に日本国籍を取得したため、2015-16シーズンからの登録名は酒井ラファエル良男となり、外国籍選手枠から外れた。2015年11月14日のフウガドールすみだ戦でFリーグ通算100得点を達成した。

### 代表
2015年4月9日に日本への帰化申請が承認され、日本国籍を取得した。2015年6月にはミゲル・ロドリゴ監督によって日本代表候補トレーニングキャンプに招集された。2016年2月には2016 AFCフットサル選手権に出場した。

## タイトル
名古屋オーシャンズ
- AFCフットサルクラブ選手権(1) : 2014
- Fリーグ (4) : 2012-13、2013-14、2014-15、2015-16
- 全日本選手権 PUMA CUP (3) : 2013、2014、2015
- Fリーグ オーシャンアリーナカップ (3) : 2012、2013、2014

## 個人成績
| 国内大会個人成績 | 国内大会個人成績 | 国内大会個人成績 | 国内大会個人成績 | 国内大会個人成績 | 国内大会個人成績 | 国内大会個人成績 | 国内大会個人成績 | 国内大会個人成績 | 国内大会個人成績 | 国内大会個人成績 | 国内大会個人成績 |
| 年度             | クラブ           | 背番号           | リーグ           | リーグ戦         | リーグ戦         | リーグ杯         | リーグ杯         | オープン杯       | オープン杯       | 期間通算         | 期間通算         |
| 年度             | クラブ           | 背番号           | リーグ           | 出場             | 得点             | 出場             | 得点             | 出場             | 得点             | 出場             | 得点             |
| 日本             | 日本             | 日本             | 日本             | リーグ戦         | リーグ戦         | オーシャン杯     | オーシャン杯     | 全日本選手権     | 全日本選手権     | 期間通算         | 期間通算         |
| ---------------- | ---------------- | ---------------- | ---------------- | ---------------- | ---------------- | ---------------- | ---------------- | ---------------- | ---------------- | ---------------- | ---------------- |
| 2009-10          | 名古屋           | 4                | Fリーグ          | 25               | 12               |                  |                  |                  |                  |                  |                  |
| 2010-11          | 名古屋           | 4                | Fリーグ          | 25               | 23               |                  |                  |                  |                  |                  |                  |
| 2011-12          | 名古屋           | 4                | Fリーグ          | 18               | 10               |                  |                  |                  |                  |                  |                  |
| 2012-13          | 名古屋           | 4                | Fリーグ          | 26               | 14               |                  |                  |                  |                  |                  |                  |
| 2013-14          | 名古屋           | 4                | Fリーグ          | 32               | 17               |                  |                  |                  |                  |                  |                  |
| 2014-15          | 名古屋           | 4                | Fリーグ          | 33               | 12               |                  |                  |                  |                  |                  |                  |
| 2015-16          | 名古屋           | 4                | Fリーグ          | 31               | 14               |                  |                  |                  |                  |                  |                  |
| 通算             | Fリーグ          | Fリーグ          | カテゴリー       | 190              | 102              |                  |                  |                  |                  |                  |                  |
| 総通算           |                  |                  |                  |                  |                  |                  |                  |                  |                  |                  |                  |